# Battlelore
Battlelore – epic metalowy zespół pochodzący z Lappeenranta w Finlandii, założony w roku 1999. Wszystkie z tekstów Battlelore dotyczą postaci i wydarzeń z tolkienowskiego Śródziemia.

## Dyskografia
Albumy
| 2002                           | ...Where the Shadows Lie - Data: 13 sierpnia 2002 - Wydawca: Napalm Records | –  |
| 2003                           | Sword's Song - Data: 12 maja 2003 - Wydawca: Napalm Records                 | –  |
| 2005                           | Third Age of the Sun - Data: 25 lipca 2005 - Wydawca: Napalm Records        | 38 |
| 2007                           | Evernight - Data: 26 lutego 2007 - Wydawca: Napalm Records                  | –  |
| 2008                           | The Last Alliance - Data: 24 września 2008 - Wydawca: Napalm Records        | 26 |
| 2011                           | Doombound - Data: 28 stycznia 2011 - Wydawca: Napalm Records                | –  |
| 2022                           | The Return of the Shadow                                                    |    |
| „—” pozycja nie była notowana. |                                                                             |    |

Inne
| Rok  | Tytuł                                                                          |
| ---- | ------------------------------------------------------------------------------ |
| 1999 | Warriors Tale (promo) - Data: 7 stycznia 1999 - Wydawca: brak (wydanie własne) |
| 2000 | Dark Fantasy (promo) - Data: 2000 - Wydawca: brak (wydanie własne)             |
| 2004 | The Journey (DVD) - Data: 29 marca 2004 - Wydawca: Napalm Records              |

## Teledyski
| Rok  | Tytuł                      | Reżyseria      | Album                    | Źródło |
| ---- | -------------------------- | -------------- | ------------------------ | ------ |
| 2002 | „Journey To Undying Lands” | Antti Hyyrynen | ...Where The Shadows Lie | [ 4 ]  |
| 2005 | „Storm Of The Blades”      | Markku Kirves  | Third Age Of The Sun     | [ 4 ]  |
| 2007 | „House Of Heroes”          | Markku Kirves  | Evernight                | [ 4 ]  |
| 2008 | „Third Immortal”           | —              | The Last Alliance        | [ 4 ]  |